# Station Głogówek Winiary
Station Głogówek Winiary is een spoorwegstation in de Poolse plaats Głogówek.